# Jack Foley
John E. Foley, detto Jack (Worcester, 19 aprile 1939 – Worcester, 29 novembre 2020), è stato un cestista statunitense, professionista nella NBA.

## Carriera
Venne selezionato dai Boston Celtics al secondo giro del Draft NBA 1962 (16ª scelta assoluta).

## Palmarès
- NCAA AP All-America Third Team (1962)